# Willy-Brandt-Denkmal (Norymberga)
Willy-Brandt-Denkmal (również Willy-Brandt-Bank) – pomnik w Norymberdze dla upamiętnienia kanclerza Willy’ego Brandta.